# Evergreen (logiciel)
Evergreen est un système intégré de gestion de bibliothèque (SIGB) libre, initialement développé par le Georgia Public Library Service (service de bibliothèques publiques de Géorgie) pour le catalogue collectif de cet État (Public Information Network for Electronic Services).
Il a ensuite été déployé dans le monde entier dans plusieurs centaines de bibliothèques, dont un certain nombre de catalogues collectifs.
En 2007, l'équipe de développeurs à l'origine du logiciel a formé la société Equinox Software, qui assure des services autour d'Evergreen et d'autres logiciels.

## Historique
Evergreen a été développé à partir de juin 2004 à l'initiative du Georgia Public Library Service (service de bibliothèques publiques de Géorgie) pour le catalogue collectif de cet État (Public Information Network for Electronic Services), qui regroupait alors 252 bibliothèques publiques. Le déploiement effectif du logiciel dans le réseau a eu lieu le 5 septembre 2006.
Dans les deux années suivantes, cinq autres catalogues collectifs américains ont choisi d'utiliser Evergreen.
Evergreen est également utilisé au Canada, ainsi que, plus marginalement, en Australie, en République Tchèque, en Inde, au Mexique, en Géorgie, et aux Pays-Bas.
Bien qu'initialement développé pour répondre aux problématiques de catalogues collectifs comportant un grand nombre d'établissements, il peut être utilisé par une bibliothèque isolée.

## Caractéristiques techniques
Les objectifs de développements d'Evergreen sont la stabilité, la robustesse, la flexibilité, la sécurité et l'ergonomie.
Evergreen doit être installé sur un serveur utilisant Linux. L'interface professionnelle est accessible via un logiciel à installer sur le poste client, et communiquant avec le serveur (via les ports http et https).
Son architecture repose sur:
- une base de données PostgreSQL
- le langage Perl, avec quelques parties écrites en C (pour des raisons d'optimisation), en Python et en Ruby
- Template Toolkit et JavaScript pour le catalogue public
- Mozilla's XUL (XML + JavaScript), Dojo Toolkit pour l'interface professionnelle

Parmi ses principales fonctionnalités:
- Circulation
- Catalogage
- Catalogue public
- Acquisitions
- Rapports statistiques
- Support du protocole SIP 2.0
- Serveur SRU/SRW et Z39.50

Evergreen propose également une architecture décentralisée (Open Scalable Request Framework) permettant de développer des plugins sans connaître le détail du fonctionnement du logiciel.

## Autres SIGB opensource
- Koha
- PMB
- OpenBiblio
- Kuali OLE